# Nicolae Caranfil
Nicolae Gheorghe Caranfil (ur. 28 października 1893 w Piatra Neamț, zm. 22 kwietnia 1978 w Forest Hills) – rumuński szermierz i polityk, członek korespondent Akademii Rumuńskiej.

## Igrzyska Olimpijskie
Nicolae Caranfil reprezentował swój kraj na igrzyskach w Amsterdamie. Uczestniczył w turnieju drużynowym florecistów w meczach z Niemcami i Francją w meczu z Niemcami wygrał tylko z Wilhelmem Löfflerem, natomiast w meczu przeciwko Francji zdobył jedyny dla Rumunii punkt wygrywając z André Gaboriaudem.